# Monumento a los Reyes Magos (Ibi)

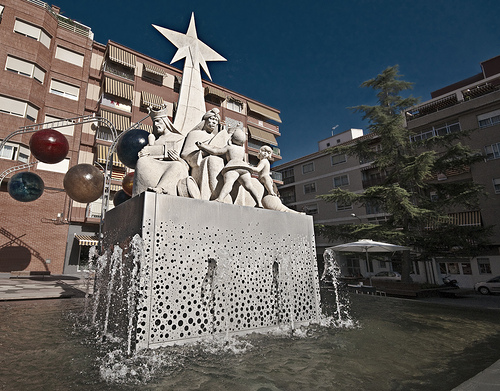
La estatua tras la reforma integral de la plaza llevada a cabo en 2007.

El Monumento a los Reyes Magos, que se encuentra en la localidad alicantina de Ibi, España, fue inaugurado el 5 de enero de 1975.
Se encuentra en la plaza a la que da nombre, y hasta la construcción en 1986, de otro monumento dedicado a los Reyes Magos, fue el único del mundo dedicado a los tres Magos de Oriente.
Ibi, como cuna destacada de la industria juguetera en España, instaló el monumento en una zona de la población, que en aquel momento no estaba muy urbanizada, sin embargo hoy en día, se ha convertido en una de las zonas más dinámicas y transitadas de la ciudad. Cada año, la famosa cabalgata de Reyes Magos, acaba justo delante del monumento.

## El autor
La obra es del imaginero granadino D. Aurelio López Azaustre.
Nacido en Granada en 1925, López Azaustre trabajó de aprendiz en los talleres de imaginería con José Navas Parejo, Eduardo Espinosa Cuadros y Domingo Sánchez Mesa. En 1940 ingresa en la Escuela de Artes y Oficios y luego se traslada a Madrid para trabajar con el escultor José Planes; tras un concurso-oposición ganó la cátedra de Talla en Madera en la Escuela de Artes Aplicadas de Valencia en 1958. Obtuvo el título de Maestro Imaginero en la Escuela Superior de Bellas Artes Santa Isabel de Hungría de Sevilla en 1966 y como catedrático en la Escuela de Arte de la calle Gracia.
Su gran reconocimiento nacional llegó en el año 1974 cuando ganó el primer premio con la realización del monumento de Ibi, cuna de la industria juguetera. El enorme conjunto en mármol blanco pesa 5.800 kilogramos y fue realizado en el taller que el artista tenía en el Zaidín, muy cerca de la calle Santa Clara.
El coste de la imagen ascendió a 6 millones de pesetas y desde entonces se ha convertido en el símbolo más popular de la ciudad alicantina. Fue inaugurado en enero de 1975 y representa a los tres Reyes Magos repartiendo juguetes a los niños, coronado todo el grupo por una esbelta estrella de Oriente.
D. Aurelio López Azaustre falleció en 1988, y poco después de su muerte, el Ayuntamiento de Granada, le dedicó una calle.
En 2007 la plaza de los Reyes Magos fue objeto de una reforma integral que incluía su total peatonalización, así como el cambio del pavimento y el traslado de los árboles que, hasta entonces, presidían la plaza. Con la eliminación de estos árboles tan frondosos, se dio más importancia al monumento, el cual también fue objeto de una remodelación, ya que se fabricó un nuevo soporte para la estatua con una cubierta de metal, se modernizó la fuente y se añadió nueva iluminación, como las farolas de colores, que emulan planetas, para decorar la plaza.

## Curiosidades
Como se ha dicho, se trata del único monumento a los Magos que existe en Europa y junto a otro que se conserva en la pequeña ciudad portorriqueña de Juana Díaz, obra del escultor Naldo de la Loma, son los únicos del mundo, de los que se tenga conocimiento.
Para la cara del rey Baltasar, el autor se inspiró en el estudiante guineano Fortunato Okembe, que cursaba por entonces en la Facultad de Medicina. Y la granadina Sonia Toro, actualmente madre de familia, fue su modelo infantil. 
El entorno donde se encontraba ubicado, tras más de treinta años junto a una fuente, ha sido restaurado recientemente, y luce en la plaza a la que da nombre.
El monumento ha aparecido en el cupón de la ONCE del día 4 de enero de 2008, y también en el de la Lotería Nacional del día 6 de enero de 2003.
El largometraje de Animagicstudio, Los Reyes Magos, dirigido por Antonio Navarro y al que pusieron voces José Coronado, Juan Echanove e Imanol Arias, toma precisamente del monumento de López Azaustre los personajes de sus dibujos animados.

## Incidente
El 24 de agosto de 2012 dos funcionarios municipales apoyaron una escalera sobre la estrella de la parte alta del monumento y se subieron a ella, el monumento cedió y quedó destruida la cabeza de uno de los reyes así como la estrella. Uno de los funcionarios sufrió heridas de gravedad y fue trasladado al hospital.